# Raïon de Navahroudak
Le raïon de Navahroudak (en biélorusse : Навагрудскі раён, Navahroudski raïon) ou raïon de Novogroudok (en russe : Новогрудский район, Novogroudokski raïon) est une subdivision de la voblast de Hrodna ou oblast de Grodno, en Biélorussie. Son centre administratif est la ville de Navahroudak.

## Géographie
Le raïon couvre une superficie de 1 668,01 km2, dans l'est de la voblast. Le raïon de Smarhon est limité au nord par le raïon d'Iwie, à l'est par la voblast de Minsk (raïon de Stowbtsy), au sud par le raïon de Karelitchy et la voblast de Minsk (raïon de Niasvij), et à l'ouest par le raïon de Dziatlava et le raïon de Lida.

## Histoire
Le raïon de Navahroudak a été créé le 15 janvier 1940. À l'origine, il formait une subdivision de l'voblast de Baranovitchi.

## Population

### Démographie
Les résultats des recensements de la population (*) font apparaître une baisse de la population depuis 1959, qui s'est accélérée durant les premières années du XXIe siècle.
| 1959*  | 1970*  | 1979*  | 1989*  | 1999*  | 2009*  |
| ------ | ------ | ------ | ------ | ------ | ------ |
| 77 931 | 76 008 | 67 372 | 62 150 | 58 494 | 49 107 |

### Nationalités
Selon les résultats du recensement de 2009, la population du raïon se composait de quatre nationalités principales :
- 89,3 % de Biélorusses ;
- 4,5 % de Russes ;
- 4,2 % de Polonais.

### Langues
En 2009, la langue maternelle était le biélorusse pour 89,3 % des habitants du raïon, le russe pour 17,4 %. Le biélorusse était parlé à la maison par 55 % de la population et le russe par 41,3 %.